# Discografia di Barry White
Questa pagina contiene la discografia del cantante statunitense Barry White.

## Album

### Album in studio
| Anno                                       | Album                                  | Posizione in classifica | Posizione in classifica | Posizione in classifica | Posizione in classifica | Posizione in classifica | Posizione in classifica | Posizione in classifica | Posizione in classifica | Posizione in classifica | Posizione in classifica | Posizione in classifica | Certificazioni              | Etichetta              |
| Anno                                       | Album                                  | US                      | US R&B                  | AUS                     | AUT                     | CAN                     | GER                     | NL                      | NZ                      | NOR                     | SWE                     | UK                      | Certificazioni              | Etichetta              |
| ------------------------------------------ | -------------------------------------- | ----------------------- | ----------------------- | ----------------------- | ----------------------- | ----------------------- | ----------------------- | ----------------------- | ----------------------- | ----------------------- | ----------------------- | ----------------------- | --------------------------- | ---------------------- |
| 1973                                       | I've Got So Much to Give               | 16                      | 1                       | 39                      | —                       | 64                      | —                       | —                       | —                       | —                       | —                       | —                       | - US: Oro                   | 20th Century Records   |
| 1973                                       | Stone Gon'                             | 20                      | 1                       | 9                       | —                       | 28                      | 42                      | —                       | —                       | —                       | —                       | 18                      | - US: Oro - UK: Oro         | 20th Century Records   |
| 1974                                       | Can't Get Enough                       | 1                       | 1                       | 28                      | 4                       | 2                       | 5                       | —                       | —                       | 9                       | —                       | 4                       | - US: Oro - UK: Oro         | 20th Century Records   |
| 1975                                       | Just Another Way to Say I Love You     | 17                      | 1                       | 54                      | —                       | 44                      | 17                      | —                       | —                       | 10                      | 37                      | 12                      | - US: Oro - UK: Argento     | 20th Century Records   |
| 1976                                       | Let the Music Play                     | 42                      | 8                       | 75                      | —                       | —                       | 40                      | —                       | —                       | 12                      | 34                      | 22                      | - UK: Argento               | 20th Century Records   |
| 1976                                       | Is This Whatcha Wont?                  | 125                     | 25                      | —                       | —                       | —                       | —                       | —                       | —                       | —                       | —                       | —                       | - UK: Argento               | 20th Century Records   |
| 1977                                       | Barry White Sings for Someone You Love | 8                       | 1                       | —                       | —                       | 5                       | —                       | —                       | —                       | —                       | —                       | —                       | - US: Platino               | 20th Century Records   |
| 1978                                       | The Man                                | 36                      | 1                       | 97                      | —                       | 30                      | —                       | —                       | —                       | —                       | —                       | 46                      | - US: Platino               | 20th Century Records   |
| 1979                                       | I Love to Sing the Songs I Sing        | 132                     | 40                      | —                       | —                       | —                       | —                       | —                       | —                       | —                       | —                       | —                       | —                           | 20th Century Records   |
| 1979                                       | The Message Is Love                    | 67                      | 14                      | —                       | —                       | —                       | —                       | —                       | —                       | —                       | —                       | —                       | —                           | Unlimited Gold Records |
| 1980                                       | Sheet Music                            | 85                      | 19                      | —                       | —                       | —                       | —                       | —                       | —                       | —                       | —                       | —                       | —                           | Unlimited Gold Records |
| 1981                                       | Barry & Glodean (con Glodean White)    | 201                     | 44                      | —                       | —                       | —                       | —                       | —                       | —                       | —                       | —                       | —                       | —                           | Unlimited Gold Records |
| 1981                                       | Beware!                                | 207                     | 40                      | —                       | —                       | —                       | —                       | —                       | —                       | —                       | —                       | —                       | —                           | Unlimited Gold Records |
| 1982                                       | Change                                 | 148                     | 19                      | —                       | —                       | —                       | —                       | —                       | —                       | —                       | —                       | —                       | —                           | Unlimited Gold Records |
| 1983                                       | Dedicated                              | —                       | —                       | —                       | —                       | —                       | —                       | —                       | —                       | —                       | —                       | —                       | —                           | Unlimited Gold Records |
| 1987                                       | The Right Night & Barry White          | 159                     | 28                      | —                       | —                       | —                       | —                       | —                       | 45                      | —                       | —                       | 74                      | —                           | A&M                    |
| 1989                                       | The Man Is Back!                       | 143                     | 22                      | —                       | —                       | —                       | —                       | —                       | —                       | —                       | —                       | —                       | —                           | A&M                    |
| 1991                                       | Put Me in Your Mix                     | 96                      | 8                       | —                       | —                       | —                       | —                       | —                       | —                       | —                       | —                       | —                       | —                           | A&M                    |
| 1994                                       | The Icon Is Love                       | 20                      | 1                       | —                       | —                       | 29                      | 91                      | 40                      | —                       | —                       | —                       | 44                      | - US: 2x Platino - CAN: Oro | A&M                    |
| 1999                                       | Staying Power                          | 43                      | 13                      | —                       | —                       | —                       | 60                      | —                       | —                       | —                       | —                       | —                       | - US: Oro                   | Private Music          |
| "—" indica che non è entrato in classifica |                                        |                         |                         |                         |                         |                         |                         |                         |                         |                         |                         |                         |                             |                        |

### Compilations
| Anno                                       | Album                                                                     | Posizione in classifica | Posizione in classifica | Posizione in classifica | Posizione in classifica | Posizione in classifica | Posizione in classifica | Posizione in classifica | Posizione in classifica | Posizione in classifica | Posizione in classifica | Posizione in classifica | Posizione in classifica | Posizione in classifica | Certificazioni                      | Etichetta    |
| Anno                                       | Album                                                                     | US                      | US R&B                  | AUS                     | AUT                     | CAN                     | FIN                     | GER                     | NL                      | NZ                      | NOR                     | SWE                     | SWI                     | UK                      | Certificazioni                      | Etichetta    |
| ------------------------------------------ | ------------------------------------------------------------------------- | ----------------------- | ----------------------- | ----------------------- | ----------------------- | ----------------------- | ----------------------- | ----------------------- | ----------------------- | ----------------------- | ----------------------- | ----------------------- | ----------------------- | ----------------------- | ----------------------------------- | ------------ |
| 1975                                       | Barry White's Greatest Hits                                               | 23                      | 15                      | —                       | —                       | —                       | —                       | —                       | —                       | 13                      | 21                      | 18                      | —                       | 18                      | - US: Platino - CAN: Oro - UK: Oro  | 20th Century |
| 1981                                       | Barry White's Greatest Hits Vol. 2                                        | —                       | —                       | —                       | —                       | —                       | —                       | —                       | —                       | —                       | —                       | —                       | —                       | 17                      | —                                   | 20th Century |
| 1985                                       | Heart and Soul                                                            | —                       | —                       | —                       | —                       | —                       | —                       | —                       | —                       | —                       | —                       | —                       | —                       | 34                      | - UK: Argento                       | K-tel        |
| 1988                                       | The Collection                                                            | —                       | —                       | —                       | —                       | —                       | —                       | —                       | 14                      | —                       | —                       | —                       | —                       | 5                       | - UK: 5x Platino                    | Mercury      |
| 1992                                       | Just for You                                                              | —                       | —                       | —                       | —                       | —                       | —                       | —                       | —                       | —                       | —                       | —                       | —                       | —                       | —                                   | Mercury      |
| 1994                                       | All-Time Greatest Hits                                                    | —                       | 70                      | —                       | —                       | —                       | —                       | —                       | —                       | 2                       | —                       | —                       | —                       | —                       | - US: 2x Platino                    | Mercury      |
| 2000                                       | The Ultimate Collection                                                   | 148                     | 98                      | 5                       | 19                      | 32                      | 2                       | 35                      | 6                       | 23                      | 2                       | 4                       | 73                      | —                       | - US: Platino - CAN: Oro - NOR: Oro | UTV          |
| 2003                                       | Love Songs                                                                | —                       | —                       | —                       | 59                      | —                       | —                       | —                       | —                       | —                       | —                       | 13                      | 92                      | 21                      | —                                   | UMTV         |
| 2003                                       | 20th Century Masters: The Millennium Collection - The Best of Barry White | 78                      | 54                      | —                       | —                       | —                       | —                       | —                       | —                       | —                       | —                       | —                       | —                       | —                       | —                                   | Island       |
| 2005                                       | Gold: The Very Best of Barry White                                        | —                       | —                       | —                       | —                       | —                       | —                       | —                       | —                       | —                       | 3                       | —                       | 94                      | 37                      | —                                   | UMTV         |
| 2008                                       | Gold                                                                      | —                       | —                       | —                       | —                       | —                       | —                       | —                       | —                       | —                       | —                       | —                       | —                       | —                       | —                                   | Hip-O        |
| 2009                                       | Number Ones                                                               | —                       | —                       | —                       | —                       | —                       | —                       | —                       | —                       | —                       | —                       | —                       | —                       | —                       | —                                   | Hip-O        |
| 2009                                       | Unlimited                                                                 | —                       | —                       | —                       | —                       | —                       | —                       | —                       | —                       | —                       | —                       | —                       | —                       | —                       | —                                   | Hip-O        |
| 2010                                       | Icon                                                                      | —                       | 52                      | —                       | —                       | —                       | —                       | —                       | —                       | —                       | —                       | —                       | —                       | —                       | —                                   | Mercury      |
| "—" indica che non è entrato in classifica |                                                                           |                         |                         |                         |                         |                         |                         |                         |                         |                         |                         |                         |                         |                         |                                     |              |

## Singoli
| Anno                                       | Titolo                                                     | Posizione in classifica | Posizione in classifica | Posizione in classifica | Posizione in classifica | Posizione in classifica | Posizione in classifica | Posizione in classifica | Posizione in classifica | Posizione in classifica | Posizione in classifica | Posizione in classifica | Posizione in classifica | Posizione in classifica | Posizione in classifica |
| Anno                                       | Titolo                                                     | US                      | US R&B                  | US A/C                  | US Dan                  | AUS                     | AUT                     | BEL                     | CAN                     | GER                     | IRE                     | NL                      | NZ                      | SWI                     | UK                      |
| ------------------------------------------ | ---------------------------------------------------------- | ----------------------- | ----------------------- | ----------------------- | ----------------------- | ----------------------- | ----------------------- | ----------------------- | ----------------------- | ----------------------- | ----------------------- | ----------------------- | ----------------------- | ----------------------- | ----------------------- |
| 1966                                       | Man Ain't Nothin'                                          | —                       | —                       | —                       | —                       | —                       | —                       | —                       | —                       | —                       | —                       | —                       | —                       | —                       | —                       |
| 1967                                       | All in the Run of a Day                                    | —                       | —                       | —                       | —                       | —                       | —                       | —                       | —                       | —                       | —                       | —                       | —                       | —                       | —                       |
| 1970                                       | In the Ghetto                                              | —                       | —                       | —                       | —                       | —                       | —                       | —                       | —                       | —                       | —                       | —                       | —                       | —                       | —                       |
| 1973                                       | I'm Gonna Love You Just a Little More Baby                 | 3                       | 1                       | 27                      | —                       | 26                      | —                       | —                       | 10                      | —                       | —                       | 14                      | —                       | —                       | 23                      |
| 1973                                       | Never, Never Gonna Give You Up                             | 7                       | 2                       | 40                      | —                       | 8                       | —                       | 5                       | 36                      | —                       | —                       | 9                       | —                       | —                       | 14                      |
| 1973                                       | I've Got So Much to Give                                   | 32                      | 5                       | 46                      | —                       | —                       | —                       | —                       | —                       | —                       | —                       | —                       | —                       | —                       | —                       |
| 1974                                       | Honey Please, Can't Ya See                                 | 44                      | 6                       | —                       | —                       | —                       | —                       | —                       | 22                      | —                       | —                       | —                       | —                       | —                       | —                       |
| 1974                                       | Can't Get Enough of Your Love, Babe                        | 1                       | 1                       | 26                      | —                       | 23                      | —                       | 13                      | 5                       | 25                      | —                       | 12                      | —                       | —                       | 8                       |
| 1974                                       | You're the First, the Last, My Everything                  | 2                       | 1                       | —                       | 2                       | 60                      | 7                       | 6                       | 7                       | 9                       | 6                       | 13                      | —                       | 7                       | 1                       |
| 1975                                       | What Am I Gonna Do with You                                | 8                       | 1                       | —                       | —                       | —                       | 11                      | 14                      | 23                      | 17                      | —                       | 19                      | —                       | —                       | 5                       |
| 1975                                       | I'll Do for You Anything You Want Me To                    | 40                      | 4                       | —                       | —                       | —                       | 19                      | —                       | 50                      | 36                      | —                       | —                       | —                       | —                       | 20                      |
| 1975                                       | Let the Music Play                                         | 32                      | 4                       | —                       | 15                      | 87                      | —                       | 19                      | 58                      | 30                      | 19                      | 23                      | —                       | —                       | 9                       |
| 1975                                       | Don't Make Me Wait Too Long                                | 105                     | 20                      | —                       | —                       | —                       | —                       | 15                      | —                       | —                       | —                       | —                       | —                       | —                       | 17                      |
| 1976                                       | You See the Trouble with Me                                | —                       | 14                      | —                       | —                       | —                       | —                       | 23                      | 14                      | 19                      | 15                      | —                       | —                       | 2                       |                         |
| 1976                                       | I'm Qualified to Satisfy You                               | —                       | 25                      | —                       | 30                      | —                       | —                       | —                       | —                       | —                       | —                       | —                       | —                       | —                       | 37                      |
| 1976                                       | Baby, We Better Try to Get It Together                     | 92                      | 29                      | —                       | —                       | —                       | —                       | —                       | —                       | —                       | —                       | —                       | —                       | —                       | 15                      |
| 1977                                       | It's Ecstasy When You Lay Down Next to Me                  | 4                       | 1                       | —                       | 5                       | —                       | —                       | —                       | 11                      | —                       | —                       | —                       | —                       | —                       | 40                      |
| 1977                                       | Playing Your Game, Baby                                    | 101                     | 8                       | —                       | —                       | —                       | —                       | —                       | 95                      | —                       | —                       | —                       | —                       | —                       | —                       |
| 1978                                       | Oh What a Night for Dancing                                | 24                      | 13                      | —                       | —                       | —                       | —                       | —                       | 31                      | —                       | —                       | —                       | —                       | —                       | —                       |
| 1978                                       | Your Sweetness Is My Weakness                              | 60                      | 2                       | —                       | 16                      | —                       | —                       | —                       | 58                      | —                       | —                       | —                       | —                       | —                       | —                       |
| 1978                                       | Just the Way You Are                                       | 102                     | 45                      | —                       | —                       | —                       | —                       | —                       | —                       | —                       | 15                      | —                       | —                       | —                       | 12                      |
| 1979                                       | Sha La La Means I Love You                                 | —                       | —                       | —                       | —                       | —                       | —                       | —                       | —                       | —                       | —                       | —                       | —                       | —                       | 55                      |
| 1979                                       | Any Fool Can See (You Were Meant for Me)                   | —                       | 37                      | —                       | —                       | —                       | —                       | —                       | —                       | —                       | —                       | —                       | —                       | —                       | —                       |
| 1979                                       | It Ain't Love, Babe (Until You Give It)                    | —                       | 58                      | —                       | —                       | —                       | —                       | —                       | —                       | —                       | —                       | —                       | —                       | —                       | —                       |
| 1979                                       | I Love to Sing the Songs I Sing                            | —                       | 53                      | —                       | —                       | —                       | —                       | —                       | —                       | —                       | —                       | —                       | —                       | —                       | —                       |
| 1979                                       | How Did You Know It Was Me?                                | —                       | 64                      | —                       | —                       | —                       | —                       | —                       | —                       | —                       | —                       | —                       | —                       | —                       | —                       |
| 1980                                       | Love Ain't Easy                                            | —                       | 75                      | —                       | —                       | —                       | —                       | —                       | —                       | —                       | —                       | —                       | —                       | —                       | —                       |
| 1980                                       | Sheet Music                                                | —                       | 43                      | —                       | —                       | —                       | —                       | —                       | —                       | —                       | —                       | —                       | —                       | —                       | —                       |
| 1980                                       | Love Makin' Music                                          | —                       | 25                      | —                       | —                       | —                       | —                       | —                       | —                       | —                       | —                       | —                       | —                       | —                       | —                       |
| 1980                                       | I Believe in Love                                          | —                       | 71                      | —                       | —                       | —                       | —                       | —                       | —                       | —                       | —                       | —                       | —                       | —                       | —                       |
| 1981                                       | Didn't We Make It Happen, Baby (con Glodean White)         | —                       | 78                      | —                       | —                       | —                       | —                       | —                       | —                       | —                       | —                       | —                       | —                       | —                       | —                       |
| 1981                                       | I Want You (con Glodean White)                             | —                       | 79                      | —                       | —                       | —                       | —                       | —                       | —                       | —                       | —                       | —                       | —                       | —                       | —                       |
| 1981                                       | You're the Only One for Me (con Glodean White)             | —                       | —                       | —                       | —                       | —                       | —                       | —                       | —                       | —                       | —                       | —                       | —                       | —                       | —                       |
| 1981                                       | Louie Louie                                                | —                       | —                       | —                       | —                       | —                       | —                       | —                       | —                       | —                       | —                       | —                       | —                       | —                       | —                       |
| 1981                                       | Beware                                                     | —                       | 49                      | —                       | —                       | —                       | —                       | —                       | —                       | —                       | —                       | —                       | —                       | —                       | —                       |
| 1982                                       | Change                                                     | —                       | 12                      | —                       | —                       | —                       | —                       | —                       | —                       | —                       | —                       | —                       | —                       | —                       | —                       |
| 1982                                       | Passion                                                    | —                       | 65                      | —                       | —                       | —                       | —                       | —                       | —                       | —                       | —                       | —                       | —                       | —                       | —                       |
| 1983                                       | America                                                    | —                       | —                       | —                       | —                       | —                       | —                       | —                       | —                       | —                       | —                       | —                       | —                       | —                       | —                       |
| 1984                                       | Don't Let Them Blow Your Mind                              | —                       | —                       | —                       | —                       | —                       | —                       | —                       | —                       | —                       | —                       | —                       | —                       | —                       | —                       |
| 1987                                       | Sho' You Right                                             | —                       | 17                      | —                       | —                       | —                       | —                       | 17                      | —                       | —                       | 18                      | —                       | 41                      | —                       | 14                      |
| 1987                                       | For Your Love (I'll Do Most Anything)                      | —                       | 27                      | —                       | —                       | —                       | —                       | —                       | —                       | —                       | —                       | —                       | —                       | —                       | 94                      |
| 1988                                       | Never, Never Gonna Give You Up (Paul Hardcastle Remix)     | —                       | —                       | —                       | —                       | —                       | —                       | —                       | —                       | —                       | —                       | —                       | —                       | —                       | 63                      |
| 1989                                       | Super Lover                                                | —                       | 34                      | —                       | —                       | —                       | —                       | —                       | —                       | —                       | —                       | —                       | —                       | —                       | —                       |
| 1989                                       | Follow That and See (Where It Leads Y'All)                 | —                       | —                       | —                       | —                       | —                       | —                       | 21                      | —                       | —                       | —                       | —                       | —                       | —                       | —                       |
| 1990                                       | I Wanna Do It Good to Ya                                   | —                       | 26                      | —                       | —                       | —                       | —                       | —                       | —                       | —                       | —                       | —                       | —                       | —                       | —                       |
| 1990                                       | When Will I See You Again                                  | —                       | 32                      | —                       | —                       | —                       | —                       | —                       | —                       | —                       | —                       | —                       | —                       | —                       | —                       |
| 1991                                       | Put Me in Your Mix                                         | —                       | 2                       | —                       | —                       | —                       | —                       | —                       | —                       | —                       | —                       | —                       | —                       | —                       | —                       |
| 1992                                       | Dark and Lovely (You Over There) (con Isaac Hayes)         | —                       | 29                      | —                       | —                       | —                       | —                       | —                       | —                       | —                       | —                       | —                       | —                       | —                       | —                       |
| 1994                                       | Practice What You Preach                                   | 18                      | 1                       | —                       | —                       | —                       | —                       | —                       | 31                      | —                       | —                       | —                       | 36                      | —                       | 20                      |
| 1995                                       | Love Is the Icon                                           | —                       | —                       | —                       | —                       | —                       | —                       | —                       | —                       | —                       | —                       | —                       | —                       | —                       | 20                      |
| 1995                                       | Come On                                                    | 87                      | 12                      | —                       | —                       | —                       | —                       | —                       | 88                      | —                       | —                       | —                       | —                       | —                       | —                       |
| 1995                                       | I Only Want to Be with You                                 | —                       | —                       | —                       | —                       | —                       | —                       | —                       | —                       | —                       | —                       | —                       | —                       | —                       | 36                      |
| 1995                                       | There It Is                                                | —                       | 54                      | —                       | —                       | —                       | —                       | —                       | —                       | —                       | —                       | —                       | —                       | —                       | —                       |
| 1999                                       | Staying Power                                              | —                       | 45                      | —                       | —                       | —                       | —                       | —                       | —                       | —                       | —                       | —                       | —                       | —                       | —                       |
| 1999                                       | The Longer We Make Love (con Lisa Stansfield e Chaka Khan) | —                       | —                       | —                       | —                       | —                       | —                       | —                       | —                       | —                       | —                       | —                       | —                       | —                       | —                       |
| 2000                                       | Let the Music Play (Funkstar Deluxe Remix)                 | —                       | —                       | —                       | —                       | —                       | —                       | 30                      | —                       | —                       | —                       | 91                      | —                       | 92                      | 45                      |
| "—" indica che non è entrato in classifica |                                                            |                         |                         |                         |                         |                         |                         |                         |                         |                         |                         |                         |                         |                         |                         |

### Collaborazioni
| Anno                                       | Titolo                                    | Artista                                             | Posizione in classifica | Posizione in classifica | Posizione in classifica | Posizione in classifica | Posizione in classifica | Posizione in classifica | Posizione in classifica | Posizione in classifica | Posizione in classifica | Posizione in classifica | Album                                                    |  |
| Anno                                       | Titolo                                    | Artista                                             | US                      | US R&B                  | US A/C                  | US Dan                  | AUT                     | BEL                     | GER                     | NL                      | NZ                      | UK                      | Album                                                    |  |
| ------------------------------------------ | ----------------------------------------- | --------------------------------------------------- | ----------------------- | ----------------------- | ----------------------- | ----------------------- | ----------------------- | ----------------------- | ----------------------- | ----------------------- | ----------------------- | ----------------------- | -------------------------------------------------------- |  |
| 1990                                       | The Secret Garden (Sweet Seduction Suite) | Quincy Jones w/ Al B. Sure! James Ingram El DeBarge | 31                      | 1                       | 26                      | —                       | —                       | 17                      | —                       | 13                      | —                       | 67                      | Back on the Block                                        |  |
| 1991                                       | All of Me                                 | Big Daddy Kane                                      | —                       | 14                      | —                       | —                       | —                       | —                       | —                       | —                       | —                       | —                       | Taste of Chocolate                                       |  |
| 1992                                       | All Around the World                      | Lisa Stansfield                                     | —                       | —                       | —                       | —                       | —                       | —                       | —                       | —                       | —                       | —                       | Time to Make You Mine/All Around the World               |  |
| 1992                                       | Love In The Making'                       | Monalisa Young                                      | —                       | —                       | —                       | —                       | —                       | —                       | —                       | —                       | —                       | —                       | Partners In Pleasure                                     |  |
| 1993                                       | Quiet Time                                | Regina Belle                                        | —                       | —                       | —                       | —                       | —                       | —                       | —                       | —                       | —                       | —                       | Passion                                                  |  |
| 1996                                       | Slow Jams                                 | Quincy Jones w/ Babyface Tamia Portrait             | 68                      | 19                      | —                       | —                       | —                       | —                       | —                       | —                       | 2                       | —                       | Q's Jook Joint                                           |  |
| 1996                                       | At the End of the Day                     | Quincy Jones                                        | —                       | —                       | —                       | —                       | —                       | —                       | —                       | —                       | —                       | —                       | Q's Jook Joint                                           |  |
| 1996                                       | In Your Wildest Dreams                    | Tina Turner                                         | 101                     | 34                      | —                       | 38                      | 2                       | 18                      | 32                      | 77                      | 22                      | 32                      | Wildest Dreams                                           |  |
| 1996                                       | Basketball Jones (con Chris Rock)         | —                                                   | —                       | —                       | —                       | —                       | —                       | —                       | —                       | —                       | —                       | —                       | Space Jam: Music from and Inspired by the Motion Picture |  |
| 1997                                       | My Everything (con Faith Evans)           | —                                                   | —                       | —                       | —                       | —                       | —                       | —                       | —                       | —                       | —                       | —                       | Money Talks: The Album                                   |  |
| "—" indica che non è entrato in classifica |                                           |                                                     |                         |                         |                         |                         |                         |                         |                         |                         |                         |                         |                                                          |  |

## Videoclip

### Video musicali
| Anno | Titolo                                     | Regista | Album                         |
| ---- | ------------------------------------------ | ------- | ----------------------------- |
| 1978 | Just the Way You Are                       |         | The Man                       |
| 1978 | Your Sweetness Is My Weakness              |         | The Man                       |
| 1987 | Sho' You Right                             |         | The Right Night & Barry White |
| 1989 | I Wanna Do It Good to Ya                   |         | The Man Is Back!              |
| 1989 | I Wanna Do It Good to Ya (Wet Remix)       |         | The Man Is Back!              |
| 1989 | When Will I See You Again                  |         | The Man Is Back!              |
| 1989 | Follow That and See (Where It Leads Y'all) |         | The Man Is Back!              |
| 1991 | Put Me In Your Mix                         |         | Put Me in Your Mix            |
| 1991 | Dark and Lovely                            |         | Put Me in Your Mix            |
| 1994 | Practice What You Preach                   |         | The Icon Is Love              |
| 1994 | Come On                                    |         | The Icon Is Love              |
| 1994 | I Only Want to Be with You                 |         | The Icon Is Love              |
| 1999 | Staying Power                              |         | Staying Power                 |
| 2000 | Let the Music Play (Funkstar Deluxe Remix) |         | The Ultimate Collection       |

### Partecipazioni in altri video
- 1990: The Secret Garden (Quincy Jones)
- 1990: All of Me (Big Daddy Kane)
- 1992: All Around the World (Lisa Stansfield)
- 1992: Love In The Making (Monalisa Young)
- 1996: Slow Jams (Quincy Jones)
- 1996: In Your Wildest Dreams [Animazione in stop-motion] (Tina Turner)